# Ripollet Rock Festival
El Ripollet Rock Festival es un festival de rock y hard rock en todas sus variantes que se celebra cada año desde 1993 en Ripollet, Barcelona, coincidiendo con la Fiesta Mayor a finales de agosto. Está organizado por la Asociación Ripollet Rock. La entrada es gratuita.
Por sus escenarios han pasado grupos locales, nacionales como Baron Rojo, Ska-P, Obus, Mojinos Escozios, Dover o Saratoga, e internacionales como Primal Fear, Epica, Masterplan, Axxis, o Vision Divine.

## Carteles
Bandas confirmadas en las ediciones del festival.

### 2008
Fechas: 29 de agosto
- Bonfire
- Dibihotz
- Bronce
- Handful of Rain

### 2009
Fechas: 28 de agosto
- Epica
- Dulcamara
- Amadeüs
- Bad*Way

### 2010
Fechas: 27 de agosto
- Muro
- Avulsed
- ExKissitas
- Beethoven R.
- Transfer

### 2011
Fechas: 26 de agosto
- Axxis
- Angelus Apatrida
- Embellish
- Tribute

### 2012
Fechas: 24 de agosto
- Banzai
- Lujuria
- Vhäldemar
- Alyanza
- Trama Band

### 2013
Fechas: 23 de agosto
- Masterplan
- Zenobia
- Risin9 - Tributo a Rainbow
- Agrossion
- El Rey de Espaldas

### 2014
Fechas: 29 de agosto
- The Poodles
- Vision Divine
- Dark Moor
- Morphium
- Drakum

### 2015
Fechas: 28 de agosto
- Jørn Lande
- Alberto Rionda
- Iron Savior
- Stained Blood
- Ron de Kaña

### 2016
Fechas: 26 de agosto
- Lords of Black
- Firewind
- Myrath
- Blaze Out

### 2017
Fechas: 25 de agosto
- Regresión
- Crystal Viper
- Jaded Heart
- Rising Core

### 2018
Fechas: 24 de agosto
- Crazy Lixx
- Serenity
- Royal Hunt
- Hard Buds

### 2019
Fechas: 23 de agosto
- H.E.A.T.
- Unity
- Jolly Joker
- Siroll

### 2020
Cancelado por el Covid-19.

### 2021
Fechas: 27 de agosto
- Tierra Santa
- Angelus Apatrida
- Zenobia
- Ankara

### 2022
Fechas: 26 de agosto
- Eclipse
- Victory
- Easy Rider
- Kilmara
- Evnen